# António Costa (politico 1961)
António Luís Santos da Costa (AFI: [ɐ̃ˈtɔnju ˈkɔʃtɐ]; Lisbona, 17 luglio 1961) è un avvocato e politico portoghese, Presidente del Consiglio europeo dal 1º dicembre 2024.
In precedenza è stato primo ministro del Portogallo, dal 26 novembre 2015 al 2 aprile 2024, e segretario generale del Partito Socialista dal 2014 al 2024. Costa è stato inoltre anche ministro dell'Interno dal 2005 al 2007 e sindaco di Lisbona dal 2007 al 2015.

## Biografia
Nato a Lisbona nel 1961, Costa è di origine goana cattolica oltre che francese da parte di padre, lo scrittore Orlando da Costa (la nonna paterna era francese). Sua madre era la giornalista Maria Antónia Palla. Ha un fratello dalle seconde nozze del padre, il giornalista Ricardo Costa.
Costa studia legge nella Lisbona degli anni '80. Entra in politica come consigliere socialista al consiglio municipale. In seguito pratica brevemente come avvocato, prima di darsi a tempo pieno alla politica.

### Carriera politica

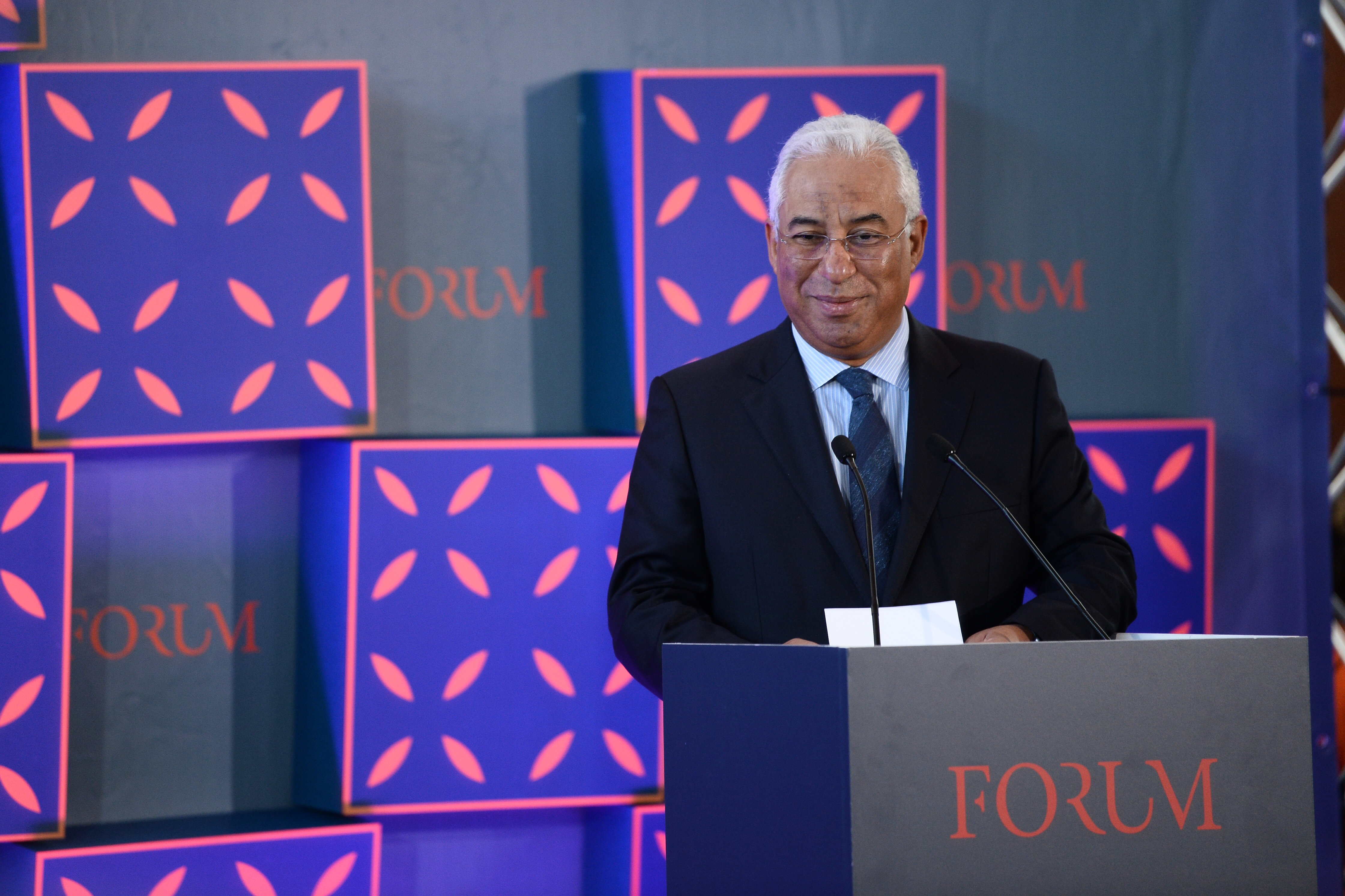
António Costa al Web Summit nel 2012

Costa diventa ministro degli affari parlamentari per il primo ministro socialista Antonio Guterres tra il 1997 e il 1999, e quindi ministro della giustizia dal 1999 al 2002.
Nel 2004 Costa è capolista alle elezioni europee, dopo la drammatica morte del capolista António de Sousa Franco. È eletto eurodeputato per il Partito Socialista e diventa il 20 luglio uno dei 14 vicepresidenti del Parlamento europeo. Serve inoltre nella Commissione Libertà Civili, Giustizia e Affari Interni (LIBE) del Parlamento Europeo.
L'11 marzo 2005 Costa si dimette da europarlamentare per diventare ministro dello stato e dell'amministrazione interna nel governo di José Sócrates a seguito delle elezioni politiche del 2005. Nel maggio 2007 Costa si dimette da ogni incarico governativo per candidarsi alle elezioni municipali della capitale. Viene eletto sindaco di Lisbona il 15 luglio 2007, incarico che mantiene per otto anni.
Nel settembre 2014, alle prime elezioni primarie del PS, Costa sconfigge con quasi il 70% dei voti il leader del partito, António José Seguro, che annuncia le sue dimissioni. Il 6 aprile 2015 Costa si dimette da sindaco della capitale per dedicarsi alla campagna politica nazionale. Durante la campagna elettorale, Costa promette di allentare le politiche di austerity e ridare reddito alle famiglie. Propone di rafforzare i redditi, le assunzioni e la crescita al fine di ridurre il deficit di bilancio (come richiesto dai parametri di Maastricht) e al tempo stesso abbandonare l'austerità e tagliare le tasse. Promette inoltre di abrogare l'impopolare picco dell'IVA sui ristoranti, e di reintrodurre alcuni benefit per gli impiegati pubblici.

### Primo ministro
Il 24 novembre 2015 gli è stato affidato dal presidente della Repubblica Aníbal Cavaco Silva il mandato per formare un governo di minoranza, monocolore socialista, con l'appoggio esterno dei partiti di sinistra. L'accettazione dell'incarico e della lista dei ministri da parte del presidente della Repubblica è stata condizionale ad una serie di requisiti, tra i quali quello di non mettere in discussione l'appartenenza del Portogallo alla NATO e all'Unione europea.
Costa inaugura il suo governo il 26 novembre successivo. Il primo provvedimento del governo Costa è l'aumento del salario minimo da 589 a 616 euro a partire dal 1º gennaio 2016. In seguito riduce nuovamente a 35 ore l'orario di lavoro settimanale per i funzionari pubblici e abbassa l'IVA per alberghi e ristoranti dal 23% al 13%.
In conformità con gli accordi raggiunti con il Partito Comunista Portoghese e il Blocco di Sinistra, il governo ha votato per ripristinare la settimana lavorativa di 35 ore nel settore pubblico, quattro giorni festivi e un aumento del salario minimo. Il suo governo è riuscito a dimezzare il deficit di bilancio e la disoccupazione è scesa sotto il 10%, il livello più basso dal 2009.
Tuttavia, il calo della disoccupazione nasconde il ricorso a lavori poco retribuiti. Circa la metà delle nuove assunzioni avviene con contratti a tempo determinato. Il numero di lavoratori precari è in aumento e la metà degli straordinari effettuati dai dipendenti nel 2018 non è stata retribuita. Questa situazione provoca una certa tensione all'interno della maggioranza parlamentare: il Blocco di Sinistra, partner critico del governo, ritiene che "Nella legislazione sul lavoro abbiamo fatto pochissimi progressi, e siamo addirittura andati indietro. Con l'aiuto della destra e dei datori di lavoro, il governo ha approvato la generalizzazione dei contratti precari a brevissimo termine, precedentemente riservati al settore turistico. In breve, ciò che la geringonça (accordo tra i partiti di sinistra per formare una maggioranza) ha ottenuto con la rivalutazione dei salari, il governo lo ha compromesso con la precarizzazione dei salariati."
Costa è stato rieletto nelle elezioni legislative del 2022, che hanno visto la vittoria del Partito Socialista che ha ottenuto 120 seggi, rispetto ai precedenti 108, raggiungendo e superando la maggioranza assoluta nel Parlamento portoghese. Sebbene, nelle settimane che hanno preceduto le elezioni, i sondaggi suggerissero che Costa e i socialisti avrebbero mantenuto il loro status di primo partito del parlamento, il conseguimento della maggioranza assoluta dei seggi è stata una sorpresa. Nel suo discorso di vittoria, Costa ha ringraziato gli elettori per avergli dato "una maggiore responsabilità" e ha promesso di governare "con e per tutti i portoghesi".
Il 7 novembre 2023 Costa ha improvvisamente rassegnato le proprie dimissioni dalla carica di primo ministro in seguito all'accusa di corruzione su alcuni membri del suo governo: tra i nomi riportati il 12 novembre dopo la pubblicazione di un'intercettazione telefonica riguardante il caso di corruzione, era apparso infatti quello di Antonio Costa, facendo quindi presumere il coinvolgimento del premier. Tuttavia è stato successivamente reso noto che le accuse non riguardavano il premier ma il ministro dell'economia in carica, Antonio Costa Silva; l'omonimia tra i due e un errore di trascrizione delle intercettazioni ha quindi generato una serie di equivoci che ha portato Costa alle dimissioni.
Le dimissioni del suo governo sono diventate effettivamente operative dal 23 dicembre successivo, ma è rimasto in carica per il disbrigo degli affari correnti fino al 2 aprile 2024, quando si è insiediato il nuovo governo presieduto da Luís Montenegro, formatosi a seguito delle elezioni legislative del 10 marzo.

### Presidente del Consiglio europeo
Il 27 giugno 2024 è stato eletto dal Consiglio europeo come presidente del Consiglio europeo e del Vertice euro, incarico che ha assunto allo scadere del mandato di Charles Michel il 1º dicembre 2024.

## Vita privata
Nel 1987 Costa sposa l'insegnante Fernanda Maria Gonçalves Tadeu; la coppia ha un figlio e una figlia. Costa possiede anche la cittadinanza indiana d'oltremare.
Costa è un sostenitore della squadra di calcio del Benfica, spettatore frequente delle sue partite quando era sindaco di Lisbona. Ha anche accompagnato il Benfica a entrambe le finali di UEFA Europa League nel 2013 e nel 2014.